# Campanya de Bagdad (1401)
La campanya de Bagdad fou una campanya militar de Tamerlà sobre Bagdad i l'Iraq Arabí, que va portar a la recuperació del territori que s'havia perdut el 1394.

## La situació a Bagdad (1401)
No feia molt que Tamerlà havia començat el camí cap a la regió del Karabakh quan van arribar notícies alarmants. Els vint-i-tres mil soldats que havia enviat per reprendre Bagdad, cinc-cents quilòmetres a l'est, fins ara no havien aconseguit el seu objectiu. En lloc de fer front a aquest contratemps, Timur el va resoldre de la manera típica: hi aniria personalment. Yazdi tona a citar al governador de Bagdad, de nom Fàraj, el mateix nom que el sultà mameluc en nom del qual es llegia la khutba. Timur va enviar per endavant a Mahmud Khan, el príncep Rustem i l'amir Sulayman Xah. Per l'altre costat es van mobilitzar Mir Ali Kalander de Mendeli, Jian Ahmed de Baqu, Faruk Shah de Hilla i Mikhail de Sib; els dos primers van creuar el Tigris a Medina i els quatre contingents es van reunir a Serser, però atacats pels timúrides es van haver de retirar cap al Tigris i Jian Ahmed va morir en la lluita; molts soldats foren morts o es van ofegar. Fàraj va escriure aleshores a Timur declarant que si hi anava tenia ordres d'entregar-li la ciutat però que si no era a Timur en persona l'havia de defensar de qualsevol altre.

## Campanya de Bagdad (1401)
Era inacceptable per Timur que Bagdad desafiés l'inevitable. Timur s'havia dirigit cap a Tabriz i pel camí va passar per Nisibin que fou assetjada; va donar ordre de que fos destruïda però abans els habitants van sortir i es van sotmetre humilment i van entregar les claus de la fortalesa; Timur els va perdonar. Després van arribar a Mossul on es va construir un pont de vaixells al Tigris. Timur va deixar l'equipatge amb Xah Rukh i l'amir Shah Malik amb ordres d'anar cap a Tabriz (via Txinaran i Khalagi) emportant-se a la reina Txelpan Mulk Agha. Ell mateix es va dirigir a Bagdad via Altun Kupruc. Fàraj podia ara complir les suposades ordres del sultà Ahmad i entregar la ciutat; va enviar un ambaixador que coneixia Timur per comprovar que havia anat a la ciutat en persona i l'ambaixador, rebut per Timur i que va poder tornar, ho va poder comprovar; però tot era una excusa ja que Fàraj no pensava rendir Bagdad i va acusar al ambaixador de mentir i el va empresonar per després continuar la defensa.
Les hordes tàtares havien arribat el seu darrer objectiu procedents de Síria després d'una successió de marxes forçades. Ara l'ordre fou donada d'envoltar la ciutat i els soldats van fer un campament a banda i banda del Tigris. Tot i que Bagdad tenia més de sis quilòmetres de circumferència. L'enorme exèrcit la va encerclar amb facilitat. Es va construir un pont de vaixells sobre el Tigris i uns arquers van ser estacionats a baix per evitar que els habitants escapessin. Riu amunt, Miran Shah i Xah Rukh van protegir qualsevol apropament a la ciutat. Per a la gent de Bagdad era el pitjor moment possible per un setge. Era un estiu extraordinàriament calorós". Timur va enviar a Lukman Tavachi a cridar a Xah Rukh per retornar a Bagdad amb l'equipatge i la resta de l'exèrcit.
Atacats pel pànic, els defensors van lluitar per reparar les parets minades pels assetjants, mentre van caure sobre ells. Sis setmanes va durar el setge, amb algun dia tan calorós que els defensors van recolzar els cascs en bastons darrere de les muralles, van abandonar les posicions i van tornar a casa; l'emperador va ordenar als seus homes assaltar Bagdad. El valent Shaikh Nur al-Din va ser el primer a escalar les parets portant el famós estàndard de cua de cavall de Temur, coronat amb mitja lluna. Molts dels habitants es van llançar al Tigris amb desesperació, només per ser morts pels arquers. El governador Fàraj i la seva filla van intentar escapar en un vaixell, però se’ls van disparar tantes fletxes que en les maniobres van bolcar i es van ofegar al Tigris.

## Conquesta de Bagdad (1401)
Bagdad va retornar novament a pertànyer a Timur. Per marcar la seva represa a la ciutat que li havia causat aquest problema, va emetre una de les seves ordres més venjadores, nascuda de la seva ràbia en perdre tants homes. La ciutat no podia esperar pietat. Cada soldat havia de buscar-li un cap a Bagdad. Arabshah, que diu que la xifra era de dos caps per home, va descriure el que va passar després: Els van portar individualment i eren multitud; van fer fluir el riu Tigris amb el torrent de la seva sang; els cadàvers van ser llançats a les planes, van recollir el cap i van construir-ne torres ... Alguns, quan no podien aconseguir bagdadis per tallar el cap, el tallaven a sirians que estaven amb ells o a altres presos; altres tallaven el cap de les dones fins i tot en el llit de matrimoni. Només els líders religiosos i els erudits de la ciutat van rebre quarter. Se'ls van lliurar noves robes d'honor i conductes segurs fora de Bagdad. A continuació, va venir l'ordre que cada casa havia de ser arrasada. Yazdi diu que es van estalviar mesquites, col·legis i hospitals, tot i que, després dels esdeveniments a Damasc, inclosa la destrucció de la mesquita omeia, això sembla clarament dubtós. De mercats, caravanes, monestirs, palaus i cases de bany sortia fum. Amb el Tigris vermell de sang i el pútrid d'aire amb cadàvers podrits, Timur va navegar serenament cap a la tomba de l'imam Abu Hanifa a l'est de Bagdad, un santuari rematat amb una cúpula blanca, va pregar demanant la intercessió del sant; els seus soldats van posar el punt final a les 120 torres de cranis que havien erigit al voltant de la ciutat. El que Arabshah va anomenar el "pelegrinatge de la destrucció" gairebé estava al final. Antioquia i Acre, Baalbek i Beirut, Hama i Homs, tots es trobaven en ruïnes. Damasc havia estat destrossada i esquinçada. A Alep s'havien tallat vint mil caps. A Bagdad, les atrocitats havien assolit noves fites. Aquesta vegada els voltors tenien noranta mil cadàvers per alimentar-se i s'havien fet 120 torres o muntanyes de caps.
La història no registra les emocions dels soldats de Temur quan van marxar cap al nord des de Bagdad per cercar les seves llars d'hivern a les planes de la regió del Karabakh. S'hi pot assegurar alleujament i alegria, barrejats amb pena i esgotament. Entre ells hi va haver nombrosos ferits. No tots viurien una altra temporada de campanya. Molts s'havien enriquit amb el saqueig, els seus cavalls i camells eren deixats a banda davant de tant en tant per saquejar. Alguns havien estat promoguts per les seves accions heroiques al camp de batalla. Altres simplement anhelaven tornar a casa. Una vegada més, les hordes tàtares de Temur li havien donat les victòries que havia ordenat. Ara per ara, aquests homes no esperaven més que descansar. Banquets, copes de consum, els plaers de la carn, tots aquests esperaven els soldats cansats a les pastures del Karabagh. Però l'implacable Timur tenia altres pensaments al cap. Com sempre, el brillant guerrer que jugava a escacs estava per davant. La guerra contra el seu poderós adversari que feia temps que estava preparant. Les primeres escaramusses ja s'havien lliurat. Tot i que els seus soldats no se n'adonessin, l'hora de perill estava a punt.
Vers el 23 o 24 de juliol de 1401 Timur va sortir de Bagdad; va passar per la tomba d'Abu Hanifa, un dels quatre sants de les branques ortodoxes del islam. Va rebre a Mufike, el seu governador de Coràsmia; en absència d'aquest va nomenar governador de Coràsmia a Nemedi, fins a la tornada de Mufike. Mahmud Khan i Khalil Sultan amb alguns amirs van ser enviats a fer incursions per tot l'Iraq Arabí, i van devastar Hilla i Wasit i van passar per Nayaf però en aquesta darrera no hi van fer saquejos sinó que van fer pregaries ja que era el lloc on havia mort Husayn el net de Mahoma. Timur va agafar la ruta de Shahrazur i Khalagi; en ruta van patir alguns atacs per part de kurds, contra elements aïllats de l'exèrcit; Timur va ordenar emboscades i es van poder capturar i matar una trentena de guerrers kurds. Va arribar al riu Jagatu on l'emperadriu Sarai Mulk Khanum, Khan Zade i altres dames, acompanyades dels joves prínceps entre els quals Ulugh Beg, li van fer la rebuda protocol·lària; allí Timur va permetre a Rustem marxar a Siraz amb ordre pels governadors que havien ocupat el lloc, Hassan Jandar i Hassan Jagadul, de retornar a la cort.